# Telefonía móvil

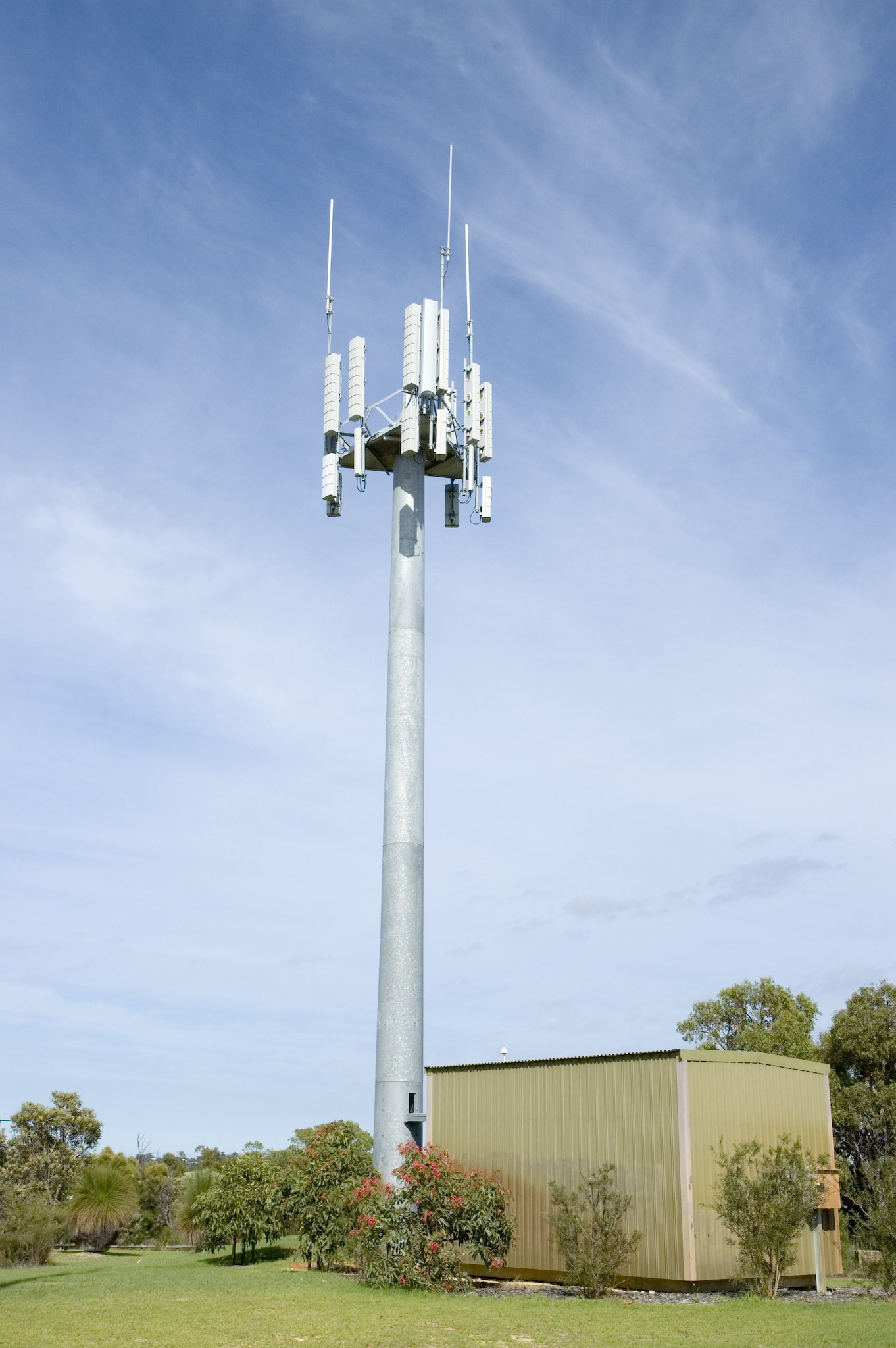
Antena de telefonía móvil.

La telefonía móvil, servicio móvil o telefonía celular es un medio de telecomunicación, más concretamente de radiocomunicación, por teléfono móvil o celular. Este medio de comunicación se generalizó a finales de los años noventa. La tecnología asociada se beneficia de las mejoras en los componentes electrónicos, especialmente su miniaturización, que permite a los teléfonos adquirir funciones antes reservadas a las computadoras.

## Historia

### Antecedentes
El primer antecedente técnico de la telefonía móvil fueron los servicios de comunicación públicos de radiotelefonía establecidos en algunas ciudades estadounidenses durante los años 1940. Así, AT&T estableció un servicio de ese tipo en la ciudad de San Luis (Misuri) en 1946, que usaba un único transmisor y ofrecía seis canales de transmisión. La popularidad del servicio hizo que rápidamente quedara bloqueado, pero en 1947 AT&T dio con la solución: en lugar de utilizar un único transmisor, creó una red de transmisores de baja potencia, cada uno para un área concreta o "célula" (de ahí derivó el término teléfono celular que en muchos países es la forma de referirse a la telefonía móvil). Sin embargo, la noción de telefonía móvil había sido ya anticipada mucho tiempo antes. Así, William Edward Ayrton (1847-1908), catedrático de física aplicada e ingeniería eléctrica en una conferencia en el British Imperial Institute en 1897, dijo:

No hay duda de que llegará el día en que probablemente tanto yo como ustedes habremos sido olvidados, en el que los cables de cobre, hierro y la gutapercha que los recubre serán relegados al museo de las antigüedades. Entonces cuando una persona quiera telegrafiar a un amigo, incluso sin saber dónde pueda estar, llamará con una voz electromagnética que será escuchada por aquel que tenga el oído electromagnético, pero que permanecerá silenciosa para todos los demás. Dirá «¿dónde estás?» y la respuesta llegará audible a la persona con el oído electromagnético: «Estoy en el fondo de una mina de carbón, o cruzando los Andes, o en el medio del Pacífico»
Ayrton, 1884, p. 548.

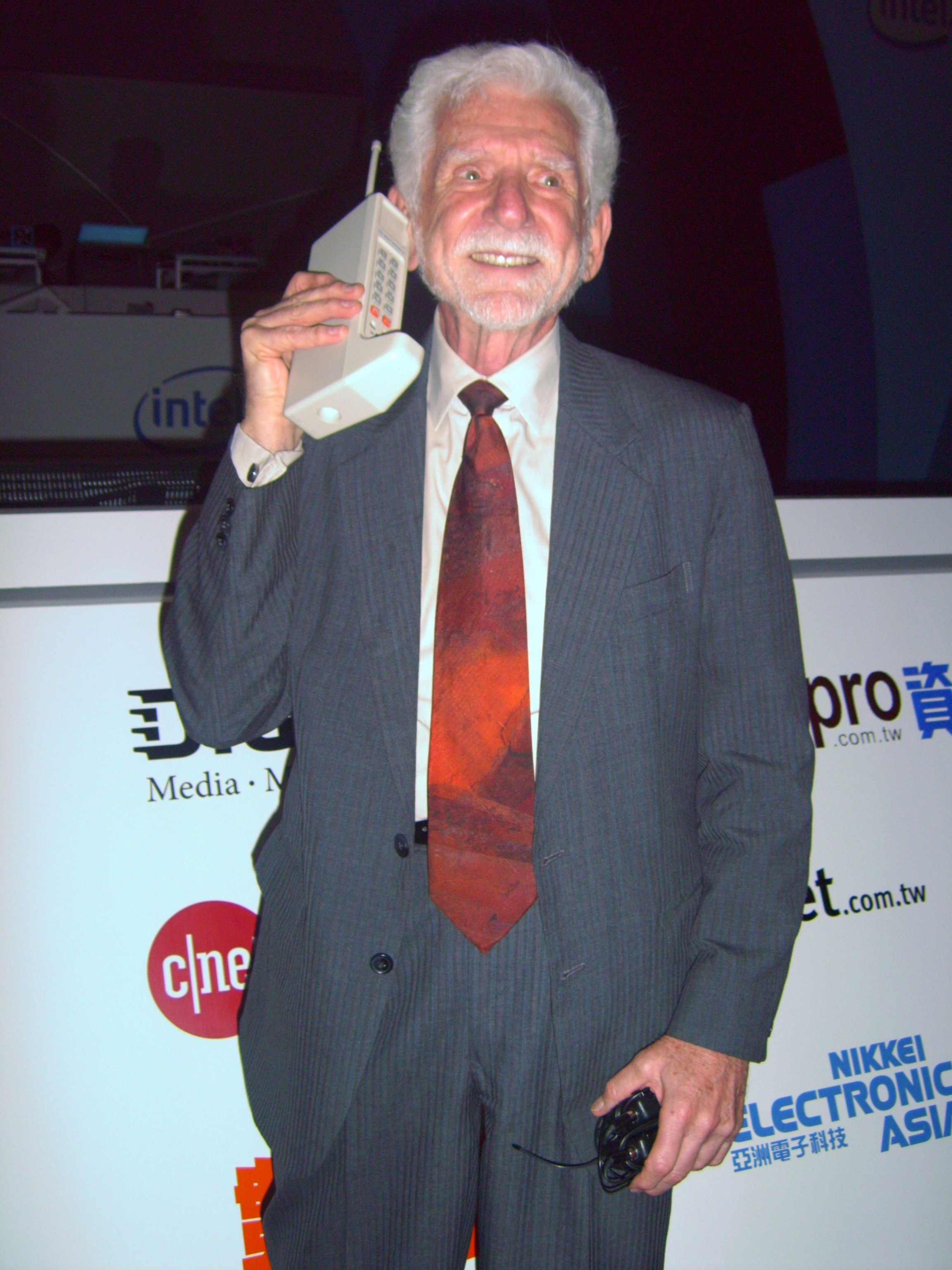
Martin Cooper con el considerado primer teléfono móvil, de 1973.

A finales de la década de 1950, el científico soviético Leonid Ivanovich Kupriyanovich desarrolló un sistema de comunicación móvil que culminó en el modelo KL-1, que utiliza ondas de radio y es capaz de alcanzar una distancia de 30 km y puede dar servicio a varios clientes. Este teléfono móvil se patentó el 11 de enero de 1957 con el Certificado de Patente n.º 115494. Fue la base para la investigación que Kupriyanovich comenzó el año siguiente en el Instituto de Investigación Científica de Vorónezh. De esta investigación surgió el Altai, que se distribuyó comercialmente en 1963, llegó a estar presente en más de 114 ciudades de la Unión Soviética y dio servicio a hospitales y médicos. Con un Altai los usuarios se podían comunicar a otro Altai, a teléfonos fijos y a cabinas de teléfono convencionales. El sistema se extendió por otros países de Europa del Este, como Bulgaria, que lo mostraría en la Exposición Internacional Inforga.

### Inicios

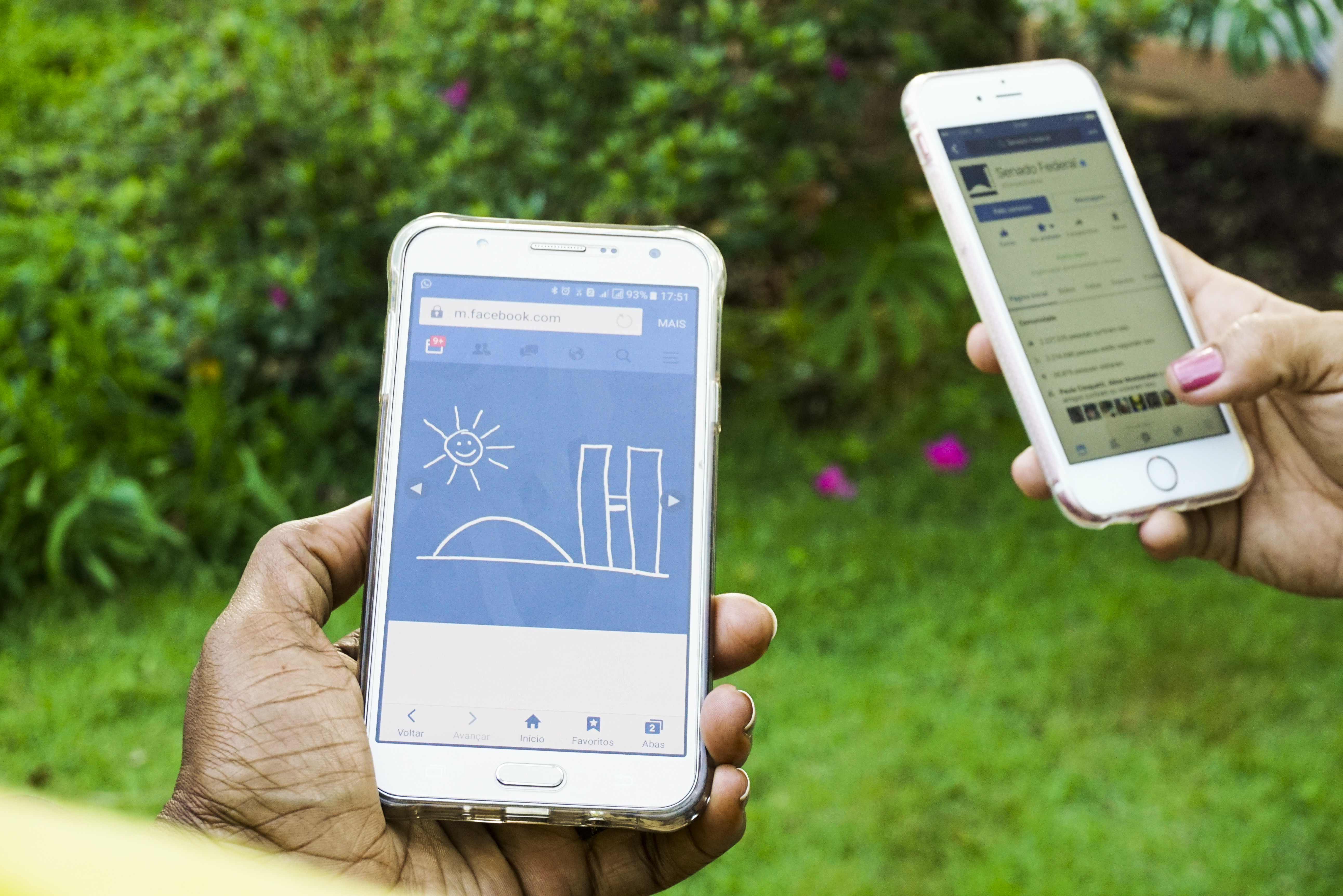
Teléfonos de la marca Samsung y iPhone, muy populares durante la década del 2010.

Martin Cooper fue el pionero en esta tecnología. A él se le considera «el padre de la telefonía móvil», al introducir el primer radio-teléfono en 1973, en Estados Unidos, mientras trabajaba para Motorola. La primera red comercial automática fue la de NTT de Japón en 1979, seguida por la NMT, que funcionaba en simultáneo en Suecia, Dinamarca, Noruega y Finlandia en 1981 usando teléfonos de Ericsson y Mobira (el ancestro de Nokia).

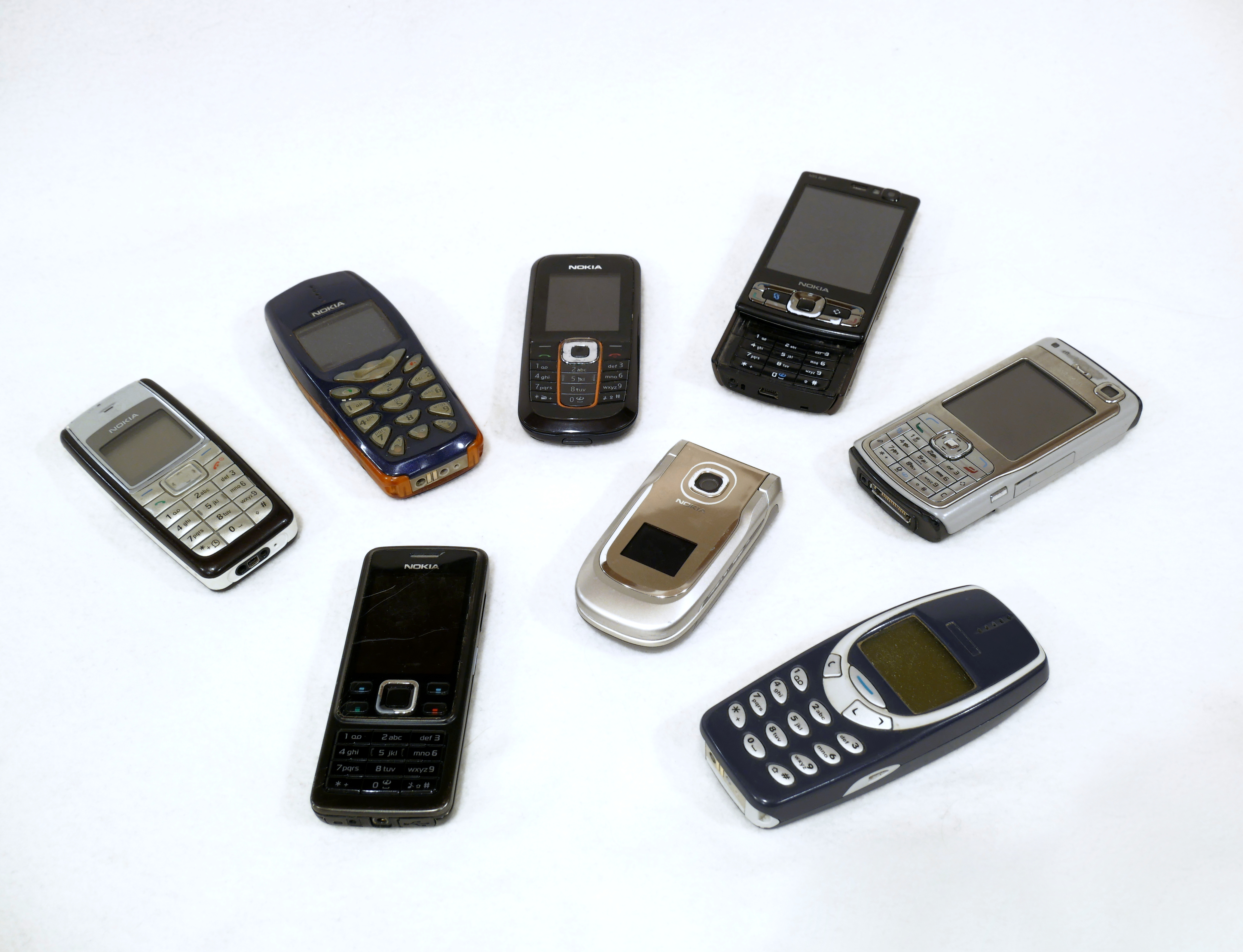
Teléfonos de la marca Nokia, muy populares durante la década del 2000.

En Estados Unidos las primeras redes de prueba de teléfonos móviles aparecieron en Chicago en 1978 (aunque comercialmente recién en 1983), donde 10 "células" comunicaban a 2000 usuarios (red analógica AMPS o 1G). El primer antecedente respecto al teléfono móvil en Estados Unidos es de la compañía Motorola, con su modelo DynaTAC 8000X, lanzado por la compañía Ameritech en 1983. El modelo pesaba poco menos de un kilo y tenía un valor de casi 4000 dólares estadounidenses. Krolopp se incorporaría posteriormente al equipo de investigación y desarrollo de Motorola liderado por Martin Cooper. Tanto Cooper como Krolopp aparecen como propietarios de la patente original.
Con ese punto de partida, en varios países se diseminó la telefonía móvil como una alternativa a la telefonía convencional inalámbrica y el innovador de un nuevo medio de comunicación. La tecnología tuvo gran aceptación, por lo que a los pocos años de implantarse se empezó a saturar el servicio. En ese sentido, hubo la necesidad de desarrollar e implantar otras formas de acceso múltiple al canal y transformar los sistemas analógicos a digitales, con el objeto de darle cabida a más usuarios. Para separar una etapa de la otra, la telefonía móvil se ha caracterizado por contar con diferentes generaciones. En la actualidad tienen gran importancia los teléfonos móviles táctiles.
A partir del DynaTAC 8000X, Motorola desarrollaría nuevos modelos como el Motorola MicroTAC, lanzado en 1989, y el Motorola StarTAC, lanzado en 1996 al mercado, este último siendo uno de los primeros móviles más populares del mundo.
Básicamente podemos distinguir dos tipos de redes de telefonía móvil: La primera es la Red de Telefonía móvil analógica (TMA/1G) -vigente durante la década de 1980 y parte de 1990-, la misma establecía la comunicación mediante señales vocales analógicas, tanto en el tramo radioeléctrico como en el tramo terrestre; la primera versión permitía solo llamadas de voz, y de la misma funcionó en la banda radioeléctrica de los 450 MHz, luego trabajaría en la banda de los 900 MHz; En países como España, esta red fue retirada en 2003. Luego tenemos la red de telefonía móvil digital (2G), -como GSM y D-AMPS, vigentes desde la década de 1990-: aquí ya la comunicación se lleva a cabo mediante señales digitales, lo que nos permite optimizar tanto el aprovechamiento de las bandas de radiofrecuencia como la calidad de la transmisión de las señales, permitiendo realizar otras funciones aparte de llamar. El exponente más significativo que esta red posee actualmente el GSM y su tercera generación UMTS (ambos funcionan en las bandas de 850/900 MHz) que en el 2004, llegó a alcanzar los 100 millones de usuarios.

### Última generación
A principios de los años 2000, los teléfonos móviles fueron adquiriendo distintas funcionalidades que iban mucho más allá de limitarse a solo llamar o enviar mensajes de texto (SMS); se puede decir que han incorporado las funciones de otros dispositivos tales como cámara de fotos, cámara de video, videojuegos, agenda electrónica, reloj despertador, calculadora, radio portátil, GPS, aplicaciones y reproductores multimedia. Estas funciones incursaron tanto en la población al punto de causar la obsolescencia de los aparatos destinados exclusivamente a ellos, siendo que con un teléfono móvil tenías "todo en uno". Con la inclusión de la tecnología 3G en el transcurso de esta década, se popularizó la navegación por internet en los teléfonos móviles (anteriormente relegada solo a computadoras).
Los teléfonos con pantalla táctil empezaron a popularizarse durante la década del 2010. A este tipo de evolución del teléfono móvil se le conoce como teléfono inteligente (o smartphones, en inglés). Actualmente estos teléfonos funcionan en su mayoría en redes LTE (4G) con una tarjeta SIM especial para ello, y permiten una experiencia de navegación por internet como nunca antes se ha tenido en el mundo celular. Las tiendas de aplicaciones, permiten descargar lo que uno desee para personalizar el teléfono; y las aplicaciones de mensajes instantáneos como: Facebook o WhatsApp, se popularizaron tanto que dejaron prácticamente obsoleto el uso del SMS.
En julio de 2020, Samsung dio a conocer su estrategia para el 6G a través de un libro blanco. Estiman que se comercialice a partir de 2028 y se generalice en 2030. Contando con una velocidad máxima de datos de 1000 gigabits por segundo, una latencia de al menos 100 microsegundos y 50 veces la velocidad de datos máxima del 5G.

## Funcionamiento
La comunicación telefónica es posible gracias a la interconexión entre centrales móviles y públicas. Según las bandas o frecuencias en las que opera el móvil, podrá funcionar en una parte u otra del mundo. La telefonía móvil consiste en la combinación de una red de estaciones transmisoras o receptoras de radio (repetidores, estaciones base o BTS) y una serie de centrales telefónicas de conmutación de 1.ᵉʳ y 5.º nivel (MSC y BSC respectivamente), que posibilita la comunicación entre terminales telefónicos portátiles (teléfonos móviles) o entre terminales portátiles y teléfonos de la red fija tradicional.
- La red de acceso compuesta por la antena y la estación base (BTS/BSC para 2G, nodoB/RNC para 3G y e-nodoB para 4G)
- La red de agregación (o Backhaul) compuesta por los dispositivos que componen lo que se suele implantar por medio de tecnologías "Metro Ethernet" que en definitiva van sumando tráfico hacia el segmento que mencionamos a continuación.
- La red de core, que es el núcleo de esta red (compuesta por SGSN, GGSN en 3G para datos y MSC para voz - MME, sGW para 4G - A su vez por los elementos de validación y perfilado de usuarios: HLR o HSS, VLR, AuC y EiR).

Sobre la base de sus generaciones y evolución tecnológica la arquitectura de estas redes se fue modificando, y de forma gráfica esta arquitectura la podemos representar con las siguientes imágenes.

Arquitectura red 2.5G y 3G

Arquitectura red 3.5G

Arquitectura red 4G
Detalle de la nueva arquitectura 5G
Evolución de las arquitecturas de red móvil desde 2G hasta 5G
En su operación, el teléfono móvil establece comunicación con una estación base y, a medida que se traslada, los sistemas computacionales que administran la red van transmitiendo la llamada a la siguiente estación base de forma transparente para el usuario. Por eso se dice que las estaciones base forman una red de celdas, sirviendo cada estación base a los equipos móviles que se encuentran en su celda.

## Evolución y convergencia tecnológica

Evolución del número de usuarios de telefonía móvil según el estándar que emplean.

La evolución del teléfono móvil ha permitido disminuir su tamaño y peso, desde el Motorola DynaTAC, el primer teléfono móvil en 1983 que pesaba 800 gramos, a los actuales más compactos y con mayores prestaciones de servicio. El desarrollo de baterías más pequeñas y de mayor duración, pantallas más nítidas y de colores, la incorporación de software más amigable, hacen del teléfono móvil un elemento muy apreciado en la vida moderna.
El avance de la tecnología ha hecho que estos aparatos incorporen funciones que no hace mucho parecían futuristas, como juegos, reproducción de música MP3 y otros formatos, correo electrónico, SMS, agenda electrónica PDA, fotografía digital y video digital, videollamada, navegación por Internet, GPS, y hasta Televisión digital. Las compañías de telefonía móvil ya están pensando nuevas aplicaciones para este pequeño aparato que nos acompaña a todas partes. Algunas de esas ideas son: medio de pago, localizador e identificador de personas.

## Internet móvil
Con la aparición de la telefonía móvil digital, fue posible acceder a páginas de Internet especialmente diseñadas para móviles, conocido como tecnología WAP. Desde ese momento hasta la actualidad, se creó el protocolo para el envío de configuración automática del móvil para poder acceder a Internet denominado OMA Client Provisioning.
Las primeras conexiones se efectuaban mediante una llamada telefónica a un número del operador a través de la cual se transmitían los datos, de manera similar a como lo haría un módem de línea fija para PC.
Posteriormente, nació el GPRS (o 2G), que permitió acceder a Internet a través del Protocolo de Internet. La velocidad del GPRS es de 54 kbit/s en condiciones óptimas, tarificándose en función de la cantidad de información transmitida y recibida.
Otras tecnologías más recientes permiten el acceso a Internet con banda ancha, como son EDGE, EV-DO, HSPA y 4G.
Por otro lado, cada vez es mayor la oferta de tabletas (tipo iPad, Samsung Galaxy Tab, libro electrónico o similar) por los operadores para conectarse a internet y realizar llamadas GSM (tabletas 3G).
Aprovechando la tecnología UMTS, han aparecido módems que conectan a Internet utilizando la red de telefonía móvil, consiguiendo velocidades similares a las de la ADSL o WiMAX. Dichos módems pueden conectarse a bases Wi-Fi 3G (también denominadas gateways 3G) para proporcionar acceso a internet a una red inalámbrica doméstica. En cuanto a la tarificación, aún es cara ya que no es una verdadera tarifa plana, debido a que algunas operadoras establecen limitaciones en cuanto a la cantidad de datos. Por otro lado, han comenzado a aparecer tarjetas prepago con bonos de conexión a Internet.
En 2011, el 20 % de los usuarios de banda ancha tiene intención de cambiar su conexión fija por una conexión de Internet móvil.

## Fabricantes y sistemas operativos
Según datos del tercer cuatrimestre de 2013, los resultados fueron los siguientes:
| C3'12   | Cuota de Mercado de proveedor mundial de teléfonos inteligentes % | C3'13   |
| ------- | ----------------------------------------------------------------- | ------- |
| 15,6 %  | Apple                                                             | 35,2 %  |
| 32,8 %  | Samsung                                                           | 13,4 %  |
| 4,4 %   | Huawei                                                            | 5,1 %   |
| 4,1 %   | LG                                                                | 4,8 %   |
| 3,7 %   | Lenovo                                                            | 4,3 %   |
| 39,4 %  | Otros                                                             | 37,3 %  |
| 100,0 % | Total                                                             | 100,0 % |
| 44,0 %  | Crecimiento total año-a-año %                                     | 45,5 %  |

Por sistema operativo:
1. Android 79,0 %
2. iOS 14,2 %
3. Windows Phone/Windows 10 Mobile 3,3 %
4. BlackBerry 2,7 %
5. Otros 0,9 %

## Contaminación electromagnética
La denominada contaminación electromagnética, también conocida como electropolución, es la supuesta contaminación producida por las radiaciones del espectro electromagnético generadas por equipos electrónicos u otros elementos producto de la actividad humana.
Numerosos organismos como la Organización Mundial de la Salud, la Comisión Europea, la Universidad Complutense de Madrid, la Asociación Española Contra el Cáncer, el Ministerio de Sanidad y Consumo de España, o el Consejo Superior de Investigaciones Científicas de España han emitido informes que descartan daños a la salud debido a las emisiones de radiación electromagnética, incluyendo las de los teléfonos móviles.
No obstante existen estudios que indican lo contrario como el publicado en 2003 por el TNO (Instituto Neerlandés de Investigación Tecnológica), que afirmaba que las radiaciones de la tecnología UMTS podrían ser peligrosas, (aunque otra investigación de la Universidad de Zúrich, que utilizó hasta 10 veces la intensidad utilizada por el estudio del TNO, arrojó resultados contrarios). También hay numerosos estudios que investigan la posible asociación entre la presencia de antenas de telefonía móvil y diversas enfermedades.
Las normativas en vigor en los diversos países consideran seguro vivir en un edificio con una antena de telefonía y en los que lo rodean, dependiendo del nivel de emisiones de la misma. No se ha podido demostrar con certeza que la exposición por debajo de los niveles de radiación considerados seguros suponga un riesgo para la salud, pero tampoco se dispone de datos que permitan asegurar que no existen efectos a largo plazo. El Informe Steward encargado por el Gobierno del Reino Unido aconseja que los niños no usen el teléfono móvil más que en casos de emergencia. Existen organizaciones que, aludiendo a estos posibles riesgos, reclaman que se observe el principio de precaución y se mantengan las emisiones al mínimo.

## La creación de un nuevo lenguaje
La mayoría de los mensajes que se intercambian por este medio, no se basan en la voz, sino en la escritura. En lugar de hablar al micrófono, cada vez más usuarios —sobre todo jóvenes— recurren al teclado para enviarse mensajes de texto. Sin embargo, dado que hay que introducir los caracteres en el terminal, ha surgido un lenguaje en el que se abrevian las palabras valiéndose de letras, símbolos y números. A pesar de que redactar y teclear es considerablemente más incómodo que conversar, dado su reducido coste, se ha convertido en una seria alternativa a los mensajes de voz.
El lenguaje SMS, consiste en acortar palabras, sustituir algunas de ellas por simple simbología o evitar ciertas preposiciones, utilizar los fonemas y demás. La principal causa es que el SMS individual se limita a 160 caracteres, si se sobrepasa ese límite, el mensaje individual pasa a ser múltiple, lógicamente multiplicándose el coste del envío. Por esa razón se procura reducir el número de caracteres, para que de un modo sencillo de entender, entre más texto o bien cueste menos.
Según un estudio británico,[cita requerida] entre los usuarios de 18 a 24 años un 42 % los utilizan para coquetear; un 20 %, para concertar citas románticas, y un 13 %, para romper una relación.
A algunos analistas sociales[cita requerida] les preocupa que estos mensajes, con su jerga ortográfica y sintáctica, lleven a que la juventud no sepa escribir bien. Sin embargo, otros opinan que “favorecen el renacer de la comunicación escrita en una nueva generación”. La portavoz de una editorial que publica un diccionario australiano hizo este comentario al rotativo The Sun-Herald: «No surge a menudo la oportunidad de forjar un nuevo estilo [de escritura] […]; los mensajes de texto, unidos a Internet, logran que los jóvenes escriban mucho más. Necesitan tener un dominio de la expresión que les permita captar el estilo y defenderse bien con el vocabulario y el registro […] correspondientes a este género».
Algunas personas prefieren enviar mensajes de texto (SMS) en vez de hablar directamente, sobre todo por cuestiones económicas, dado que el coste de SMS es muy accesible frente al establecimiento de llamada y la duración de la llamada.

## Teléfonos kosher
Hay restricciones en los sectores ortodoxos de la religión judía que, debido a algunas interpretaciones, los teléfonos móviles estándar no cumplen. Para resolver este problema, algunas organizaciones rabínicas han recomendado que los niños judíos no utilicen las funciones de mensajes de texto en los móviles. Estos teléfonos restringidos se conocen con el nombre de teléfonos kosher, y los rabinos que practican el judaísmo ortodoxo autorizaron que los practicantes del judaísmo los utilizaran en Israel y en otros lugares. Aunque se pretende que estos teléfonos sirvan para fomentar la modestia, algunos vendedores de los aparatos dicen haber tenido buenas ventas con adultos que prefieren la simplicidad de los dispositivos. Incluso se ha autorizado el uso de algunos teléfonos durante el sabbat, sobre todo entre trabajadores de la salud, de la seguridad y de otros servicios públicos, a pesar de que en esa fecha suele prohibirse el uso de cualquier dispositivo eléctrico.